# Climat de la Moselle
Le climat du département de la Moselle est océanique dégradé ou atténué à influence semi-continentale. Les saisons sont contrastées et bien marquées mais en fonction des vents dominants peuvent se succéder du jour au lendemain des périodes de précipitations (influence océanique) ou de forte amplitude thermique (influence continentale).

## Climat à Metz
Le climat de Metz est de type océanique dégradé avec une nuance continentale assez marquée. Comparés avec ceux de l’ouest de la France, les écarts de température entre l’hiver et l’été tendent à devenir plus importants. Les hivers sont relativement froids, les étés relativement chauds, et les précipitations sont à peu près bien réparties toute l’année. Toutefois la position de la ville en fond de vallée adoucit le climat par rapport aux plateaux environnants, ce qui se remarque bien les nuits d’hiver.
Météo-France utilise les relevés de la station de Metz-Frescaty.
| Ville             | Ensoleillement | Pluie     | Neige   | Orage   | Brouillard |
| ----------------- | -------------- | --------- | ------- | ------- | ---------- |
| Paris             | 1 662 h/an     | 642 mm/an | 15 j/an | 19 j/an | 13 j/an    |
| Nice              | 2 724 h/an     | 767 mm/an | 1 j/an  | 31 j/an | 1 j/an     |
| Reims             | 1 729 h/an     | 604 mm/an | 21 j/an | 22 j/an | 66 j/an    |
| Metz              | 1 640 h/an     | 754 mm/an | 26 j/an | 22 j/an | 48 j/an    |
| Nancy             | 1 665 h/an     | 764 mm/an | 30 j/an | 27 j/an | 50 j/an    |
| Strasbourg        | 1 693 h/an     | 610 mm/an | 30 j/an | 29 j/an | 65 j/an    |
| Moyenne nationale | 1 973 h/an     | 770 mm/an | 14 j/an | 22 j/an | 40 j/an    |

|                                            | jan.  | fév.  | mar.  | avr. | mai  | jui. | jui. | aoû. | sep. | oct. | nov.  | déc. | année  |
| Température maximale moyenne (°C)          | 4,8   | 6,5   | 11    | 15   | 19,5 | 22,7 | 25,3 | 24,8 | 20,4 | 15,1 | 9     | 5,5  | 15     |
| Température minimale moyenne (°C)          | -0,5  | -0,4  | 2,4   | 4,7  | 8,9  | 12   | 14   | 13,6 | 10,4 | 7,1  | 3,2   | 0,7  | 6,4    |
| Record de chaleur (°C)                     | 16,1  | 20,8  | 24,3  | 29,6 | 33,2 | 37,7 | 39,7 | 39,5 | 34   | 26,8 | 22,3  | 18,1 | 39,7   |
| Record de froid (°C)                       | -20,1 | -23,2 | -15,3 | -5,1 | -2,5 | 1,9  | 4,3  | 3,9  | -1,1 | -6,2 | -11,7 | -17  | -23,2  |
| Précipitations (mm)                        | 64,2  | 57,1  | 61,8  | 50,5 | 58,9 | 61,7 | 63,7 | 61,1 | 63,8 | 71,9 | 63,9  | 79,2 | 757,8  |
| Nombre de jours avec précipitations ≥ 1 mm | 11,5  | 9,6   | 11,5  | 9,3  | 10,2 | 9,8  | 9,2  | 9,1  | 8,8  | 11   | 11,2  | 11,8 | 123,0  |
| Ensoleillement (h)                         | 54    | 78    | 126   | 178  | 202  | 219  | 226  | 213  | 158  | 98   | 49    | 41   | 1640,4 |

|                                            | jan. | fév. | mar. | avr. | mai  | jui. | jui. | aoû. | sep. | oct. | nov. | déc. | année |
| ------------------------------------------ | ---- | ---- | ---- | ---- | ---- | ---- | ---- | ---- | ---- | ---- | ---- | ---- | ----- |
| Température maximale moyenne (°C)          | 5,4  | 6,8  | 11,5 | 15,9 | 20   | 23,5 | 25,7 | 25,3 | 20,8 | 15,4 | 9,3  | 5,9  | 15,5  |
| Température minimale moyenne (°C)          | 0    | 0    | 2,3  | 4,9  | 9,1  | 12,3 | 14,4 | 13,9 | 10,4 | 7,1  | 3,6  | 1    | 6,6   |
| Précipitations (mm)                        | 62,8 | 54,2 | 47,5 | 46,1 | 56,4 | 54,9 | 63,5 | 61   | 62,8 | 62,6 | 66,1 | 75,6 | 713,4 |
| Nombre de jours avec précipitations ≥ 1 mm | 11,1 | 9,9  | 9,8  | 8,4  | 9,8  | 9,3  | 9,3  | 9,1  | 8,4  | 10   | 11,5 | 12   | 118,5 |

## Climat à Sarreguemines
La ville de Sarreguemines bénéficie d'un climat tempéré chaud. Sarreguemines est une ville avec des précipitations importantes. Même pendant le mois le plus sec il y a beaucoup de pluie. La carte climatique de Köppen-Geiger y classe le climat comme étant de type Cfb. Sarreguemines affiche 9.5 °C de température en moyenne sur toute l'année. Il tombe en moyenne 722 mm de pluie par an.